# Solenopsis wasmannii
Solenopsis wasmannii é uma espécie de formiga do gênero Solenopsis, pertencente à subfamília Myrmicinae.